# Гайдуки

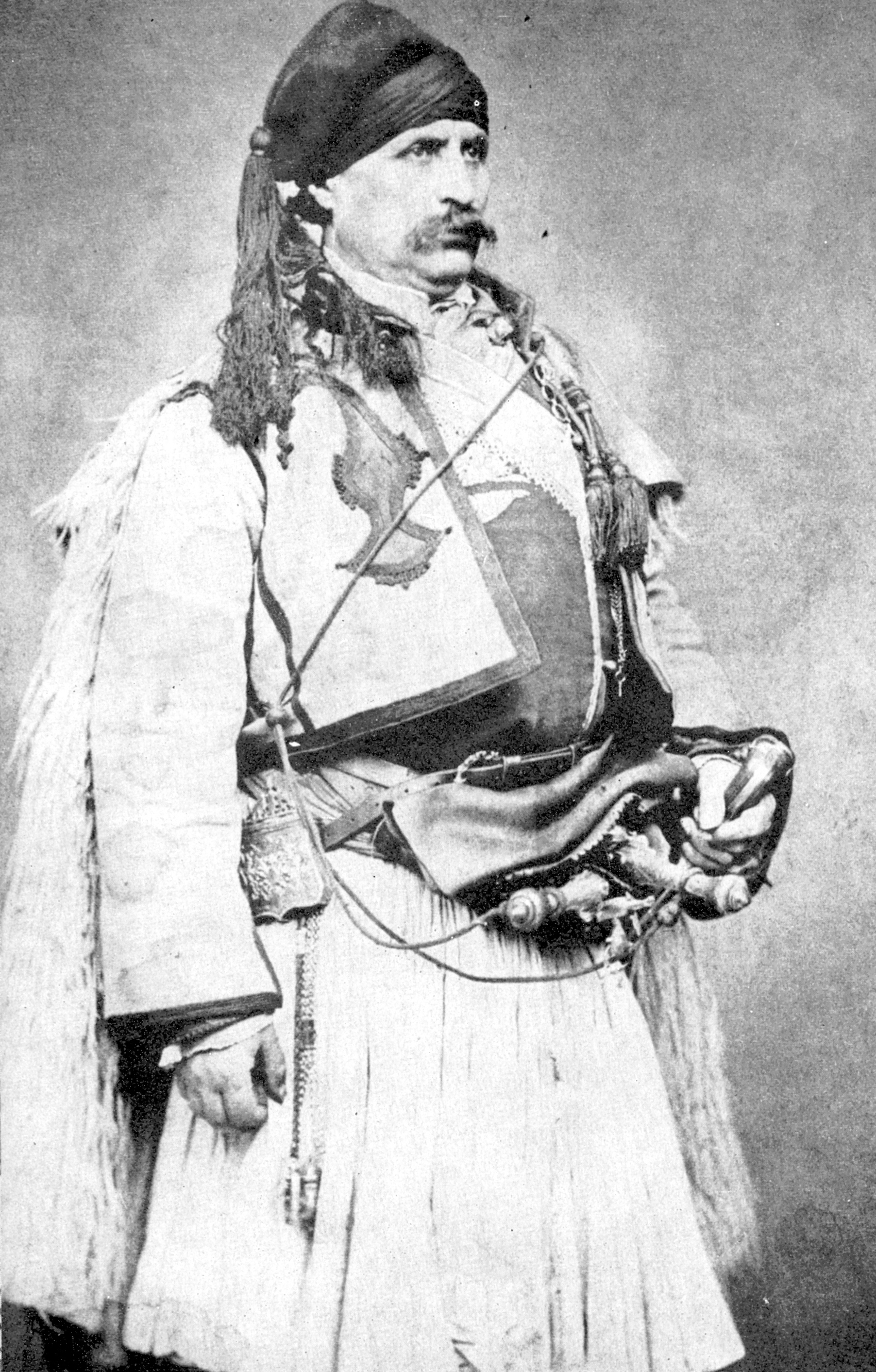
Гайдук Ильо Воевода. Снимок Анастаса Карастоянова, Белград, 1867 год

Гайду́ки, хайду́ты (венг. hajdúk — дословно — «погонщик») — вооружённые крестьяне, боровшиеся против османского владычества на Балканах. Во время Русско-турецкой войны 1877—1878 годов многие гайдуки вместе с российскими войсками боролись за освобождение Болгарии.
В Речи Посполитой и России с XVII по XIX век гайдуками назывались воины личной охраны правителей, аристократов; с XVI века до начала XVIII века гайдуками называлась определенная часть пехоты войска Речи Посполитой.

## Этимология

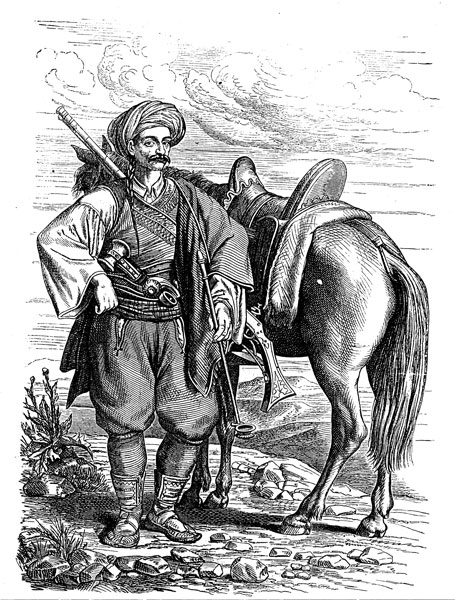
Гайдук из Далмации

По другим версиям слово «гайдуки» происходит от сербского «хајдук»; болгарского «хайдутин», венгерского «хайду» (букв. погонщики), тюркского «айдау, хайдау» (гнать, погонять) и от провинции Хайду; так назывались первоначально свободные пастухи в горах северной части Балканского полуострова.

## Гайдуки в Болгарии и Сербии
Одним из первых гайдуков был Старина Новак (XVI век), который начал грабить и убивать турок в отместку за притеснения с их стороны. В культуре гайдуков существовало уважение к православию (они практиковали молитвы, а часть награбленной добычи жертвовали в православные монастыри) и к своей стране. Среди гайдуков существовал обычай побратимства.
Отряды гайдуков назывались четами (отсюда четники). Составляя чету, дружинники приносили клятву в соблюдении справедливости, верности данному слову и обету — мстить за неправду и кровь неповинных жертв османского ига.
Обычно гайдуки избегали женского общества. Но девушки, в сопровождении своих родных, могли сами становиться гайдуками и даже предводительствовать четами. В болгарских песнях воспеваются «войвода Бояна», «мома Елена». В конце XVIII века известна была Сирма Воевода, командовавшая отрядом гайдуков, которые долго не знали, что их начальник — женщина.
Гайдуки зорко следили за всем, что делается в городах и селах, грабили и убивали наиболее ненавистных турок, смотрели и за своими соотечественниками, кнезами (знатью), кметами и купцами — помогают ли они бедным в нужде, защищают ли от турок. Не всегда они сразу принимали крутые меры; иногда они отправляли «гласоношу» или «книгоношу» (письмоносца) с предостережением об исправлении несправедливости в назначенный ими срок. Но по отношению к изменникам («отпадникам», «отлюдам») гайдуки были беспощадны.
Пойманного гайдука турки обычно сажали на кол; обыкновенно ему предлагалось для спасения жизни принять ислам, но это отвергалось им с презрением.
Народ верил, что «пока есть в лесу гайдуки, до тех пор будет и правда». Когда народное негодование на притеснителей в 1804 году перешло в Сербии в восстание, гайдуки стали его естественными предводителями: знаменитый Карагеоргий был гайдуком.
Знаменитейший из болгарских гайдуков — Георгий Раковский. Во время русско-турецкой войны 1877—78 гг. сражались против турок в Болгарии вместе с русскими войсками. Деяния гайдуков были темой народного творчества, и реальные лица становились легендарными персонажами.

## Гайдуки в России и Речи Посполитой

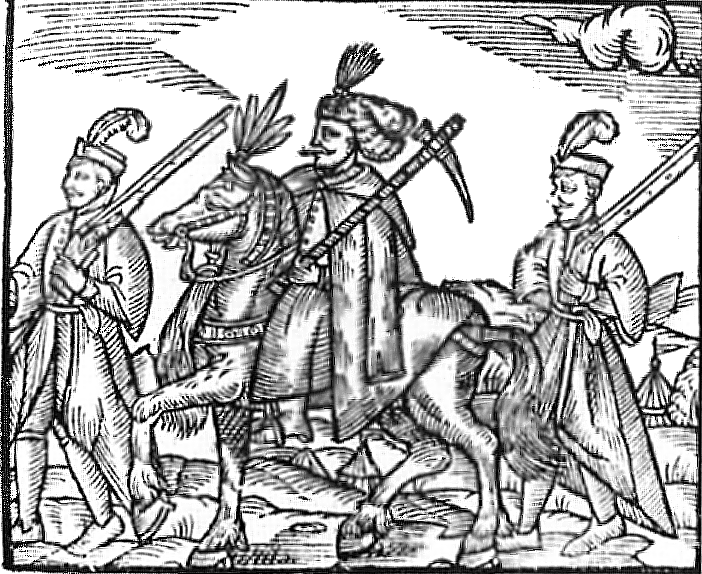
Польский магнат в сопровождении своих гайдуков

Гайдуками также звались воины личной охраны правителей, аристократов; «придворные гайдуки» — охрана русских царей. Упоминание придворных гайдуков как телохранителей встречается в России с XVII по XIX века. Гайдуки были вольнонаёмными. Дети гайдуков часто получали университетское образование. Придворные гайдуки участвуют в праздничных церемониях (коронациях, бракосочетаниях) в непосредственной близости от царственных особ. Обычно гайдуки отличались очень крупным телосложением.
С XVI века — до начала XVIII века гайдуки — пехота восточноевропейского образца, вооружённая огнестрельным оружием, обычно дополненным характерными гайдуцкими секирками или топорками, а иногда — саблями.
В войсках Речи Посполитой гайдуки и венгры составляли пехоту, вооружённую огнестрельным оружием, единого гайдуцкого строя. Пехоту эту, по мнению некоторых исследователей, в Речь Посполитую привёл Стефан Баторий при избрании его королём Польским и великим князем Литовским. В Речи Посполитой XVII века пехота гайдуцкого строя различалась по своему происхождению: «гайдуками» называли польско-литовскую пехоту гайдуцкого строя, в то время как собственно венгерских гайдуков называли «венграми». Помимо гайдуков, в Речи Посполитой существовала также пехота «немецкого строя» и «пехота выбранецкая», позже заменённая на «пехоту лановую». Гайдуцкая пехота в Речи Посполитой в основном использовалась в качестве гарнизонных войск и в полевых сражениях была малобоеспособна из-за отсутствия пикинёров и плохой строевой подготовки.

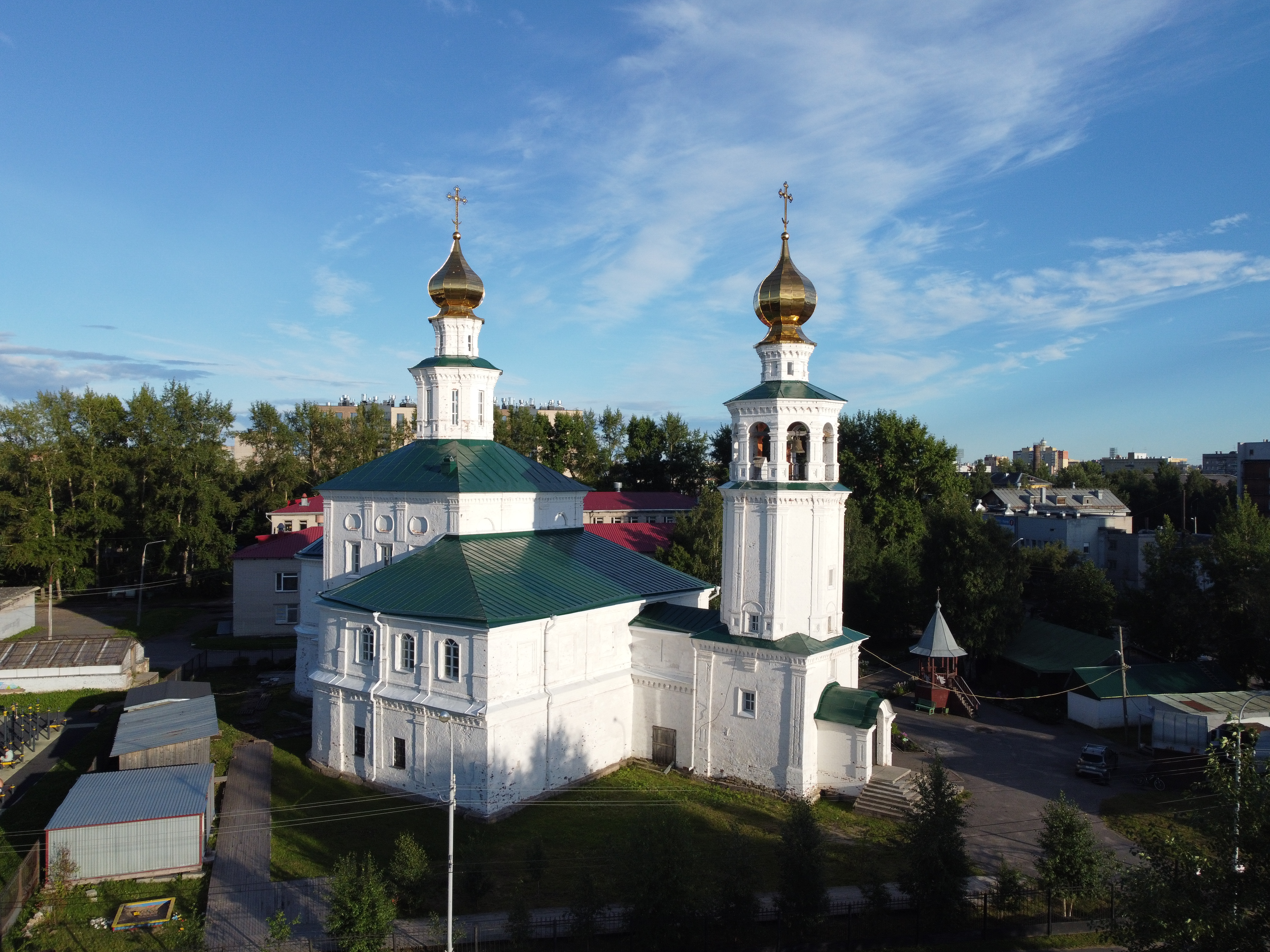
Церковь в архангельском районе Кузнечиха, возведённая потомками холмогорских гайдуков в 1740-е годы

В России существовал отдельный Гайдуцкий приказ, входивший в состав гарнизона Смоленска, а после капитуляции города в полном составе силой в 500 гайдуков перешедший на русскую службу. После присяги царю смоленские гайдуки в 1654/55 гг. были отправлены на Двину.
В 1657—1658 гг. на Двине гайдуков «разобрали» и большую часть с семьями отослали в Москву, распределив по приказам московских стрельцов. Заметно поредевший Гайдуцкий приказ отправили служить в Холмогоры, где под именем холмогорских гайдуков они несли гарнизонную и полицейскую службу, а также таможенную службу на пристани Михаила Архангела, совместно с городовыми стрельцами. Гайдуцкий приказ прекратил свое существование одновременно с городовыми стрельцами при замене их на гарнизонные солдатские полки в 1-й трети XVIII века*" (А. В. Малов)
- Примечание от О. А. Курбатова: еще в 1699 г. полк переименовали в солдатский с тем же названием. Сохранилось знамя полка, правда, довольно позднее, 1696 г. «Под этим знаменем Холмогорской Гайдуцкий стрелецкий полк выезжал в 1698—1700 годах в Москву для несения службы в период наведения порядка после стрелецкого восстания 1698 года, участвовал в бою с передовым отрядом шведского флота 25/26 июня 1701 года у стен строящейся Новодвинской крепости. С этим знаменем стрельцы встречали Петра I в 1702 году во время его третьего приезда в Архангельск. При формировании гарнизонных полков в 1724 году знамя было сдано на хранение в полковую церковь».

## Гайдуки в Румынии XX века
В 1940—1960-х годах гайдуками называли себя румынские антикоммунистические повстанцы. Отряд Георге Арсенеску и Тома Арнэуцою именовался Haiducii Muscelului (Мусчельские гайдуки), отряд Гогу Пую и Николае Чолаку — Haiducii Dobrogei (Добруджанские гайдуки), отряд Николае Дабижи — Corpul de Haiduci (Корпус гайдуков).

## Одежда
Гайдуки отличались характерной униформой — длинными, до середины голени, кафтанами, похожими на кафтаны русских стрельцов, рейтузами и шапками-магерками с четырьмя козырьками — два по бокам, один спереди и один сзади. Эти козырьки в холодную погоду опускали на уши, лоб и затылок.

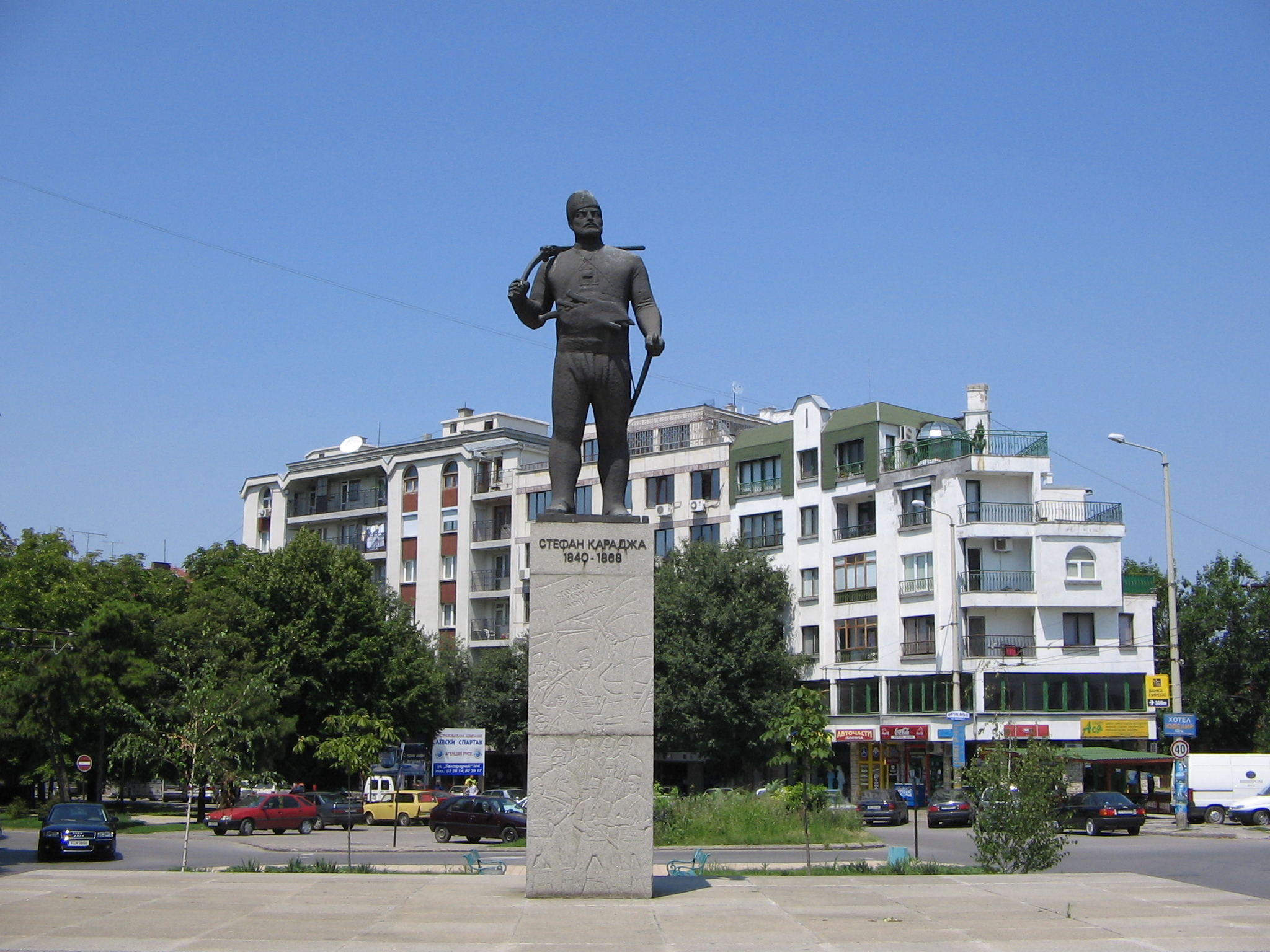
Памятник Стефану Карадже в Русе

## Гайдуки в культуре
Гайдукам Хаджи Димитру и Стефану Карадже в Болгарии поставлены памятники.
В Болгарии дважды выпущены марки в память о них (в 1968 и 1988 годах).
В 1988 году также в Болгарии выпущена юбилейная монета в 5 лёвов с изображением Хаджи Димитра и Стефана Караджи.

### Гайдуки в кино
О гайдуках снял гексалогию румынский режиссёр Дину Коча:
1. Гайдуки (1966)
2. Похищение девушек (1967)
3. Месть гайдуков (1968)
4. Приключения гайдука Ангела (1969)
5. Приданое княжны Ралу (1970)
6. Неделя безумных (1971)

На киностудии «Молдова-фильм» в 1972 году режиссёром Валериу Гажиу был снят художественный фильм «Последний гайдук» о жизни революционера Г. И. Котовского.

## Известные гайдуки
- Панайот Хитов
- Хаджи Димитр
- Карпош
- Шандор Рожа
- Юрай Яношик
- Старина Новак
- Байо Пивлянин
- Петр Попович Пеция
- Велько Петрович
- Арабо
- Ахпюр Сероб
- Андраник Озанян
- Геворг Чауш
- Джангир-ага